# RUN&RUN (川添智久のアルバム)
『RUN&RUN』（ラン・アンド・ラン）は川添智久のアルバム。1993年3月5日、キングレコードより発売された。

## 解説
全曲のサウンドプロデュースをジョーイ・カーボーンが担当したソロデビュー作品及び最大のヒット・アルバム。『ROCK TRAINに飛び乗って』は後に、「STAND UP TO THE VICTORY 〜トゥ・ザ・ヴィクトリー〜」のカップリングにて、リカット。

## 批評
CDジャーナルは「ギター・サウンド主体のポップな楽曲に乗った爽やかで男っぽいボーカル。（同じLINDBERGの）渡瀬マキとデュエットもして欲しいぞ」と評した。

## 収録曲
- 全作曲・編曲：川添智久

1. ROCK TRAINに飛び乗って
作詞：川添智久
2. BORN TO LOSE
作詞：川添智久
3. RUN&RUN
作詞：月光恵亮・川添智久
4. PAIN GUN
作詞：入賀卓
5. ROCK'N ROLL MAGIC
作詞：入賀卓・川添智久
6. STAY WITH ME
作詞：桜井りお
7. KISS ME ALLNIGHT LONG
作詞：川添智久
8. FLYING SO HIGH
作詞：桜井りお・川添智久
9. UNKNOWN GIRL
作詞：川添智久
10. 21世紀BOY
作詞：入賀卓
11. MAYBE SOMEDAY
作詞：川添智久
12. 愛が欲しい
作詞：入賀卓

## レコーディング参加
- EARL SLICK - ギター
- マイケル・トンプソン - ギター
- カーマイン・アピス - ドラム、タンバリン
- 小柳昌法 - ドラム
- MIKE BAIRD - ドラム
- 前野知常 - ピアノ
- BRIAN X - オルガン、タンバリン
- 坂井紀雄 - コーラス